# Церковь Святой Екатерины (Ираклион)
Церковь Святой Екатерины Синайской (греч. Ναόϛ Αγίας Αικατερίνης Σιναϊτών) — один из православных храмов города Ираклиона на острове Крит в Греции.
Церковь расположена рядом с собором святого Мины на площади Платиа Екатерини.

## История
Церковь в честь святой Екатерины Синайской была построена в Ираклионе в 1555 году и представляет собой пример смешения византийской и венецианской архитектуры. В середине XVI века церковь была подворьем Синайского монастыря святой Екатерины, монахи которого открыли в городе православную школу для греческих детей.
Во времена нашествия турок церковь была превращена в мечеть. В настоящее время в храме находится музейное собрание церковного искусства, хранящее в том числе иконы и фрески Михаила Дамаскиноса, яркого представителя критской школы времен Эль Греко.